# Souhey

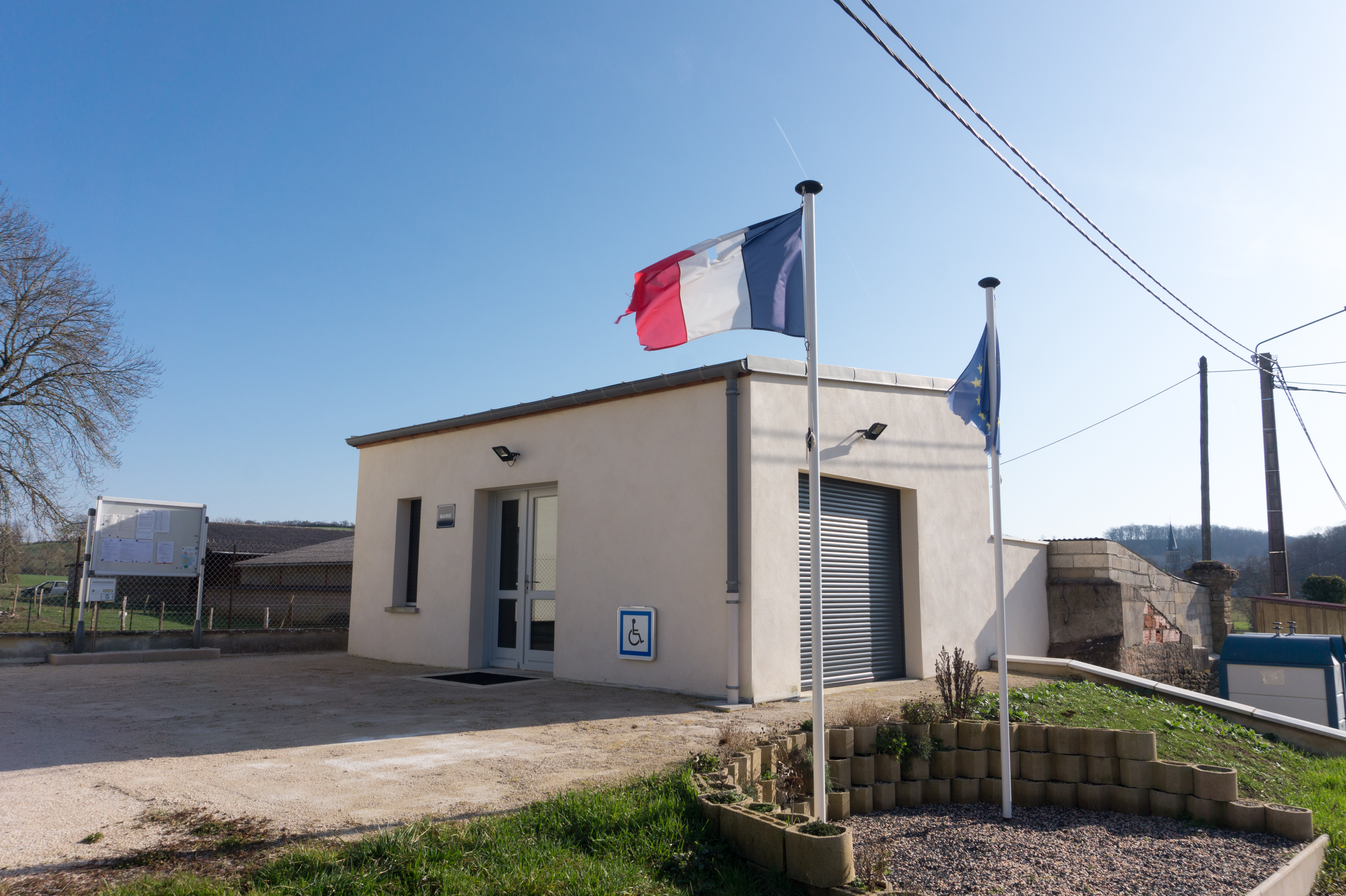
Rathaus von Souhey

Souhey ist eine französische Gemeinde mit 83 Einwohnern (Stand 1. Januar 2022) im Département Côte-d’Or in der Region Bourgogne-Franche-Comté. Sie gehört zum Kanton Semur-en-Auxois und zum Arrondissement Montbard. 
Sie grenzt im Norden an Pouillenay, im Osten an Magny-la-Ville, im Süden an Saint-Euphrône und im Westen an Juilly.

## Bevölkerungsentwicklung
| Jahr                       | 1962 | 1968 | 1975 | 1982 | 1990 | 1999 | 2008 | 2015 |
| -------------------------- | ---- | ---- | ---- | ---- | ---- | ---- | ---- | ---- |
| Einwohner                  | 34   | 38   | 47   | 75   | 75   | 74   | 87   | 93   |
| Quellen: Cassini und INSEE |      |      |      |      |      |      |      |      |